# Le Signal rouge
Pour plus de détails, voir Fiche technique et Distribution.
Le Signal rouge est un film français réalisé par Ernst Neubach, sorti en 1949.

## Synopsis
L'action se passe dans une petite ville d'Autriche. Le Dr Berthold a perdu son épouse, tuée lors d'un accident de chemin de fer, tandis que leur fils a été grièvement brûlé. Pour le soigner, le Dr Berthold fait appel à une spécialiste, une jeune femme médecin, le Dr Irène Dreiser. 
Traumatisé par l'accident, le Dr Berthold est obsédé par la voix de son épouse décédée qui lui demande d'arrêter le train dans lequel elle trouva la mort.
Il tente alors, en état de transe de stopper le train par divers sabotages. La gendarmerie enquête et  une nuit, en faisant leur ronde, ils tirent et blessent un homme qui parvient à s'enfuir : le Dr Berthold. Conscient de la gravité de son état psychologique, celui-ci entre dans une clinique de Vienne, tandis qu'Irène Dreiser le remplace auprès de ses malades. 
Durant son absence le Dr Irène Dreiser noue une relation amoureuse avec l'ingénieur Nicolas Riedel qui la demande en mariage. Mais le Dr Berthold rentre de la clinique et surprend cette relation. Finalement Irène rompt avec Nicolas et celui-ci va imaginer un stratagème pour perdre le Dr Berthold.

## Fiche technique
- Titre : Le Signal rouge
- Réalisation : Ernst Neubach
- Scénario : Ernst Neubach et Herbert Victor d'après le roman de Paul Baudisch et d'Adolf Schütz
- Dialogue : André Cerf
- Décors : Louis Le Barbenchon
- Musique : Curt Lewinnek
- Photographie : Raymond Clunie
- Photographie de plateau : Léo Mirkine
- Montage : Louis Devaivre, Marcelle Lioret
- Société de production : Les films Georges Muller, Pen Films et Productions Ernest Neubach
- Pays :  France
- Lieu de tournage : Studios de la Victorine[1]
- Format : Noir et blanc - Son : monophonique
- Genre : Film dramatique
- Durée : 98 minutes
- Date de sortie : 
  - France : 4 février 1949

## Distribution
- Erich von Stroheim : Le docteur Mathias Berthold
- Denise Vernac : le docteur Irène Dreiser
- Franck Villard : Nicolas Riedel
- Yves Deniaud : Emil, Le clochard
- Pierre Sergeol : Le commissaire
- Claude Chenard : Poldi Paladi, la chanteuse
- Roland Clair : Peter Berthold
- Jules Dorpe : Le chef de gare
- Jean Gabert : Le gendarme
- Claire Gérard : Marie, la bonne
- Jean-François Martial : Le contrôleur
- Marcel Maupi : Le contremaître
- Reggie Nalder